# Ančka Šumenjak
Ančka Justin Šumenjak, slovenska kmetica, pesnica in pisateljica, * 21. julij 1922, Hlavče Njive, † julij 2018.

## Življenje in delo
Rodila se je v kraju Hlavče Njive pri Gorenji vasi nad Škofjo Loko. Živela je na mali kmetiji. Prvo pesem je napisala v 18. letu. Zaradi pomanjkanja denarja ni mogla nadaljevati šolanja. Poročila se je leta 1941 in se preselila na Jareninski Vrh v Slovenskih goricah na moževo kmetijo.
Motivi v pesmi in prozi so iz domačega okolja. Prepletata se mladost in sedanjost: Poljanska dolina in Slovenske gorice. Svoje prispevke objavlja v zbornikih (Loški razgledi, Žirovski občasnik), revijah (Prijatelj), časopisih (Kmečki glas) ... Napisala je tudi eno najbolj znanih Slovenskih pesmi, Čebelar.